# Karlslundsskogen
Karlslundsskogen este o arie protejată (arie specială de conservare — SAC, sit de importanță comunitară — SCI) din Suedia întinsă pe o suprafață de 24,4 ha, integral pe uscat.

## Localizare
Centrul sitului Karlslundsskogen este situat la coordonatele 59°19′20″N 16°48′18″E / 59.3222°N 16.8049°E.

## Înființare
Situl Karlslundsskogen a fost declarat sit de importanță comunitară în iunie 2001 pentru a proteja un număr necunoscut de specii din flora spontană și fauna sălbatică aflate în arealul zonei. Situl a fost protejat și ca arie specială de conservare în martie 2011.

## Biodiversitate
Situată în ecoregiunea boreală, aria protejată conține 1 habitat natural: Păduri fino-scandinave bogate în ierburi cu Picea abies.
La baza desemnării sitului se află un număr nedeclarat de specii protejate.